# Alexi Vergara Q.
Alexi Emannuelle Vergara Quezada (Santiago, 27 de agosto de 1987) es un escritor, periodista y poeta chileno.
Escribió las novelas Me Enamoré, 2016, Me Enamoré 2, 2017, No quiero pololear, 2020, No me quiero casar, 2021 y Después del amor, 2023.

## Reseña biográfica
Hijo de Alexi Benedicto Vergara Escobar, muerto de cirrosis hepática el 28 de mayo de 2021, y Dorila Marianela Quezada Guajardo.
En su primera infancia vivió en Lo Prado y Cerro Navia, pero luego se fue con sus padres y hermanos a Quilicura, donde estudió en diferentes escuelas: Escuela Santa María, Colegio San Isaac Jogues, y luego su enseñanza media en el Colegio Novo Mundo. Desde los 15 años tuvo que trabajar para ayudar en su casa, un hogar de pocos recursos.
Aún estudiando en Quilicura, en su enseñanza media, se fue a vivir con su abuela, Marta Guajardo, a Lo Prado, dejando a su familia.
Estudió Pedagogía en Castellano en la Universidad de Santiago, pero no terminó su carrera, luego de dos años en la institución. Después, estudió Locución en el Instituto AIEP, pero tampoco culminó.
En 2010, nuevamente rindió la Prueba de Selección Universitaria (PSU), y obtuvo la Beca Vocación de Profesor, por lo que en el 2011 entró a la carrera de Educación Básica en la Universidad Alberto Hurtado.
Al tercer año de estudio, por la separación de sus padres, decidió dejar la universidad y la beca; se dedicó solo a trabajar, para ayudar a su madre y hermanos.
En 2017, fue padre de Santiago Alonso, su primer hijo, con su pareja Brenda y en 2020 fue padre de Tomás Agustín, con quiénes vive actualmente en su casa en Lo Prado.
Desde 2013 que trabaja en Lo Prado, primero estuvo en la Corporación Municipal de Lo Prado, y desde 2017 en la Escuela Mariscal de Ayacucho (enlace roto disponible en Internet Archive; véase el historial, la primera versión y la última)., establecimiento de educación pública, como Asistente de la Educación.

## Distinciones
Su primera experiencia en un concurso literario fue en el Colegio San Isaac Jogues, al participar con un poema hecho con versos tomados de diferentes poemas de Gabriela Mistral. Se ganó un viaje a la casa de Pablo Neruda en Isla Negra.
En 2007, con motivo de los 60 años del personaje literario Papelucho, el Ministerio de Educación, Bibliotecas Escolares CRA, Consejo Nacional de la Cultura y las Artes y el portal educarchile, organizaron el concurso “Papelucho, quería contarte que…”, patrocinado por la Fundación Marcela Paz.
Los participantes debían escribir una carta a Papelucho contándole la impresión que produjo en ellos la lectura de sus aventuras. Alexi obtuvo el primer lugar en la Región Metropolitana.
Desde los inicios del concurso Santiago en 100 Palabras que envía cuentos, hasta que en la versión XIV uno de sus cuentos “Soy mejor que tú”, fue seleccionado entre los 100 mejores y fue parte del libro “Santiago en 100 palabras, los mejores 100 cuentos IX”, publicado en noviembre de 2015.
En 2016, se realizó el concurso de cuentos “Paternidad en 101 Palabras" que dio cierre al proyecto “Promoviendo la igualdad de género en la crianza de hijas/hijos”, liderado por la Unión Comunal de Mujeres de Lo Prado y que contó con el financiamiento del Fondo Concursable “Capital Social para la igualdad de oportunidades entre mujeres y hombres” de Comunidad Mujer y el apoyo de la Municipalidad de Lo Prado. Alexi se quedó con el tercer lugar, con su cuento “Tarjeta”.

## Obras
- Me Enamoré,[4] Sofía ediciones, Santiago, 2016.
- Me Enamoré 2, Sofía ediciones, Santiago, 2017.
- Me Enamoré, Edición completa, Amazon, Estados Unidos, 2018.
- No quiero pololear,[5][6] Amazon, Estados Unidos, 2020.
- No me quiero casar, Amazon, Estados Unidos, 2021.
- Después del amor, Amazon, Estados Unidos, 2023.